# Michael Korwisi

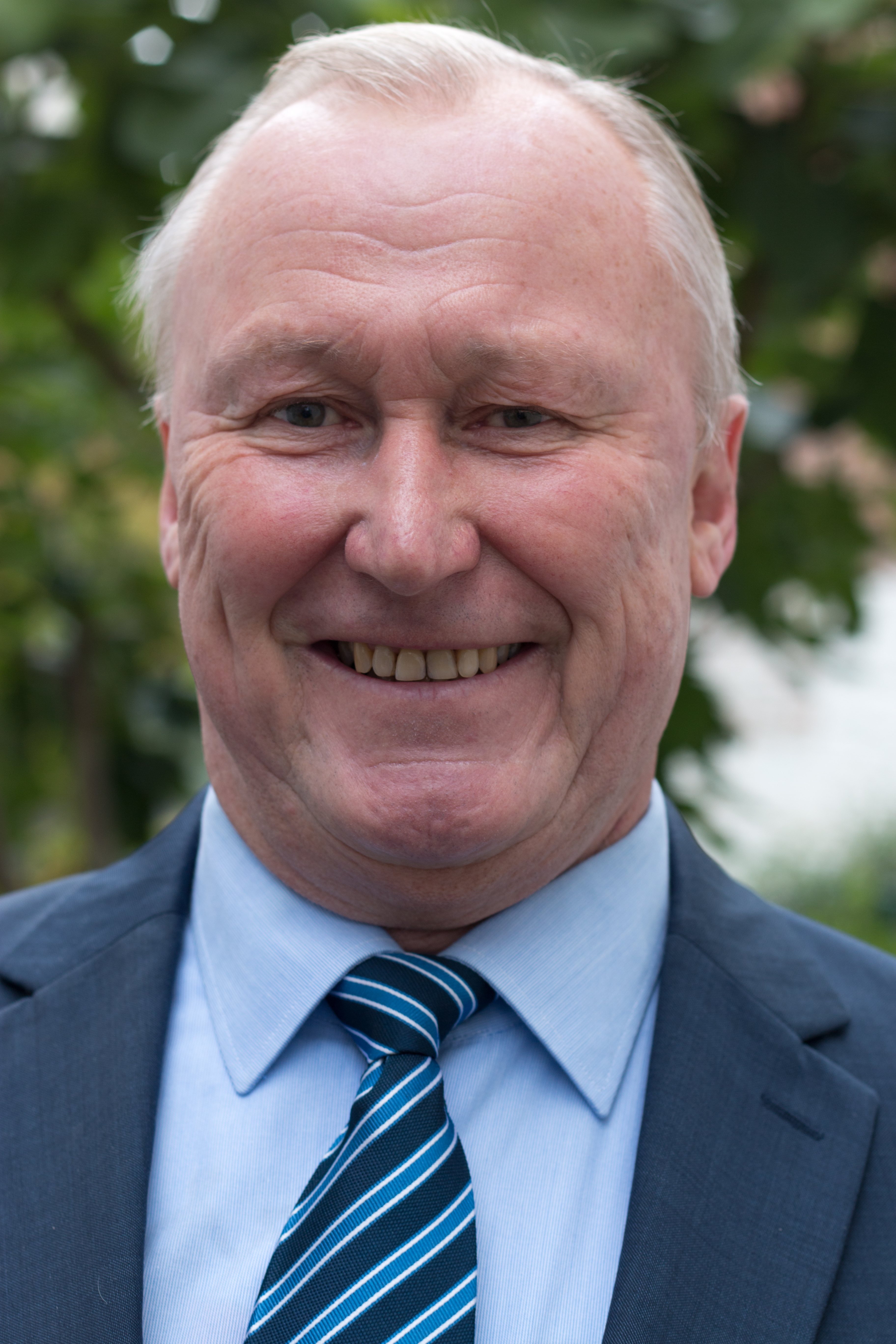
Michael Korwisi (2015)

Michael Korwisi (* 26. April 1952 in Bad Homburg vor der Höhe) ist ein deutscher Politiker (Bündnis 90/Die Grünen) und war Oberbürgermeister der Stadt Bad Homburg vor der Höhe.

## Leben
Korwisi wuchs in Bad Homburg auf und machte dort 1971 an der Kaiserin-Friedrich-Schule sein Abitur. Nach einem Studium der Pädagogik sowie der slawischen und englischen Philologie in Frankfurt am Main schloss er ein Referendariat für das Lehramt am Gymnasium mit dem 2. Staatsexamen ab. Anschließend erhielt er Lehraufträge an den beiden Homburger Gymnasien Humboldtschule und Kaiserin-Friedrich-Schule sowie an den Volkshochschulen Bad Homburg und Oberursel (Taunus). Von 1985 bis 1991 war er Landesgeschäftsführer von Bündnis 90/Die Grünen des Landesverbandes Hessen, anschließend für zehn Jahre Referent im Hessischen Umweltministerium.
Korwisi ist verheiratet und hat einen erwachsenen Sohn.

## Kommunalpolitik
Michael Korwisi trat 1979 in die Partei Die Grünen ein und gehörte im gleichen Jahr zu den Gründern des Kreisverbandes Hochtaunus und des Ortsverbandes Bad Homburg. 1981 wurde er erstmals als Stadtverordneter in Bad Homburg gewählt und blieb bis 2001 in der Fraktion tätig, unter anderem als langjähriger Fraktionsvorsitzender. Von 2001 bis 2006 war er hauptamtlicher Stadtrat in einer CDU/Grünen-Koalition. Seit 2001 ist er zudem Mitglied des Verwaltungsrates der Kur- und Kongreß-GmbH Bad Homburg v. d. Höhe.
Korwisi gewann bei der Oberbürgermeisterwahl 2009 als unabhängiger Kandidat die Stichwahl gegen die CDU-Kandidatin und Amtsinhaberin Ursula Jungherr mit 59,5 Prozent der Wählerstimmen. Er war damit der erste Oberbürgermeister seit 1948, der nicht Mitglied der CDU war.
Bei der Oberbürgermeisterwahl 2015 unterlag Korwisi in der Stichwahl mit 38,5 Prozent der Stimmen seinem CDU-Kontrahenten Alexander Hetjes.